# Carlo Lucarelli

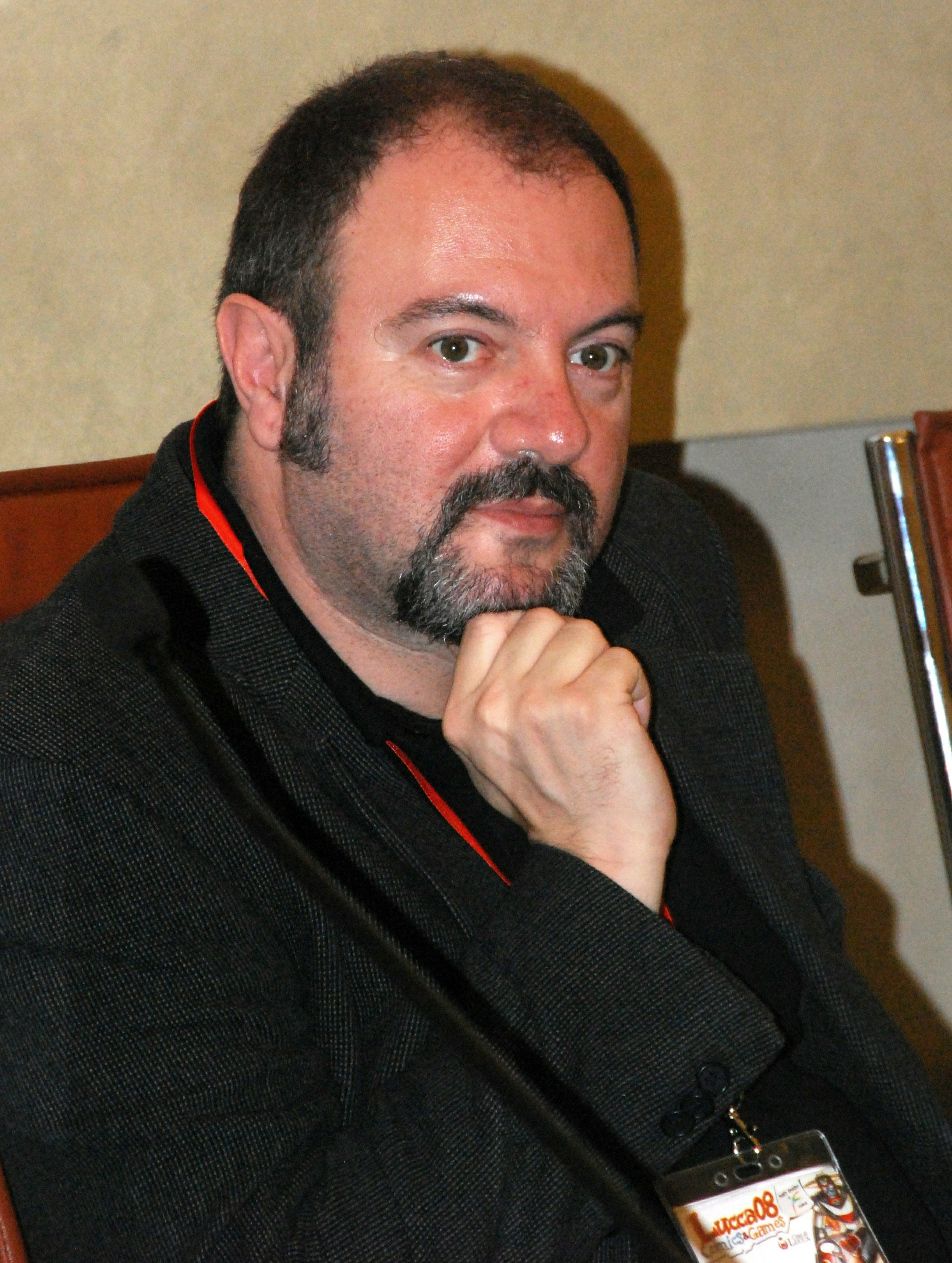
Carlo Lucarelli auf der italienischen Lucca Comics & Games-Convention (2008)

Carlo Lucarelli (* 26. Oktober 1960 in Parma, Italien) ist ein italienischer Schriftsteller. Neben seiner schriftstellerischen Tätigkeit ist Lucarelli als Journalist, Drehbuchautor, Fernsehmoderator und Regisseur bekannt.

## Biografie
Carlo Lucarelli wurde als Sohn eines Arztes geboren. Heute lebt er in Mordano bei Bologna. Schon früh interessierte sich Carlo für Theater und Literatur. Düstere Szenen und Kriminalgeschichten wie die von Edgar Allan Poe faszinierten ihn. Schon als Jugendlicher fing er an zu schreiben, was ihm nicht nur gute Noten in Italienisch in der Schule einbrachte, sondern wohl auch seinen weiteren Werdegang mit dem Studium in Literatur und Geschichte vorbestimmte.
Noch während des Studiums, das Lucarelli mit nicht übertriebenem Tempo vorantrieb, kam er bei Recherchetätigkeiten für seine Abschlussarbeit mit dem Stoff für seine ersten beiden Romane in Berührung, die in der Zeit des Faschismus und in der Nachkriegszeit angesiedelt sind. Beide Romane machten Lucarelli schnell bekannt und so war es nur eine Frage der Zeit, bis der Langzeitstudent seine akademischen Bemühungen aufgab, um sich der Karriere als Schriftsteller und tausend anderen Aktivitäten zu widmen.
Lucarelli schrieb Theaterstücke, Comics, Hörspiele und ist ein gefragter Drehbuchautor. Auch als Moderator von Fernsehsendungen über Kriminalfälle (Blu notte misteri d’Italia) ist er bekannt. Als Journalist arbeitete er für mehrere italienische Tageszeitungen und Zeitschriften wie Il Manifesto, Il Messaggero und L’Europeo. Darüber hinaus hat er über zwanzig Romane, Sachbücher und Kurzgeschichten verfasst.
Zusammen mit Marcello Fois und Loriano Macchiavelli gründete er die „Gruppe 13“, eine Produktionskooperative von Kriminalautoren aus der Region Emilia-Romagna. Daneben zeichnet Lucarelli verantwortlich für das Literatur-eZine „Incubatoio 16“. Wenn dem begeisterten Hobbykoch neben seinen weiteren Aktivitäten wie seiner Lehrtätigkeit für Kreatives Schreiben und dem sonntagabendlichen Chatten mit seinen Fans noch Zeit bleibt, singt er (miserabel, wie er selbst sagt) in der Post-Punk-Band „Progetto K“.

## Die Romane
Im Gegensatz zu vielen anderen Autoren, die ihren Serienhelden treu bleiben und diesen über viele Jahre ein Abenteuer nach dem anderen bescheren, bleibt Lucarelli sich selbst in seinem Drang zur Vielseitigkeit treu und widmet seine Romane gleich mehreren, höchst unterschiedlichen Figuren in drei alternierend vorangetriebenen Krimiserien.
Seinen ersten Charakter, Comissario De Luca, lässt Lucarelli während Faschismus und Nachkriegszeit bis in die frühen Fünfziger verbissen und von Schlaf- und Essstörungen gepeinigt ermitteln, wobei die Romane viel Geschichte, Politik und Atmosphäre dieser Zeit vermitteln. Die eigene dunkle politische Vergangenheit, die Ambitionen seiner korrupten Vorgesetzten und die doppelbödige Moral dieser Zeit machen De Luca bei seinen Ermittlungen in und um Bologna schwer zu schaffen. Die Figur spielt die Hauptrolle in Freie Hand für De Luca, Der trübe Sommer und Der rote Sonntag.
Eine ganz gegensätzliche, weil äußerst komische und temporeiche aber wieder in Bologna angesiedelte Serie besetzt Lucarelli mit dem tollpatschigen Versager Sovrintendente Coliandro, der mit deftiger Sprache und Machogehabe gerne wie Clint Eastwood wäre, und dem es entgegen aller Wahrscheinlichkeit dennoch immer gelingt, seine Fälle zu lösen, was ihm aber in seiner Karriere herzlich wenig nützt, genauso wenig wie bei den Frauen. In einer ständigen Nebenrolle tritt in dieser Serie die leicht anarchische Fahrradkurierin Nikita auf. Beide bestehen viele skurrile und aberwitzige Szenen – in denen das Blut durchaus auch einmal in Strömen fließen darf. Zu dieser Serie gehören die Romane Nikita, Schutzengel sowie die zurzeit noch nicht übersetzten Falange armata und Coliandro.
Und schließlich Ispettore Grazia Negro, aus Apulien nach Bologna versetzt und somit direkt an zwei Fronten benachteiligt – als Frau in einer Männerdomäne und als Süditalienerin –, die sich dennoch mutig und bravourös schlägt, wenn es darum geht, psychopathische Mörder zur Strecke zu bringen. Sie spielt die Hauptrolle in Lupo Mannaro (noch nicht übersetzt), Der grüne Leguan, Der Kampfhund und Bestie.
Neben diesen drei Miniserien stehen mehrere nicht minder spannende Einzelwerke, die ganz verschiedene Thematiken aufgreifen, wie die chinesische und die russische Mafia, Drogenhandel, das Literaturstudium, Faschismus und dem Kampf der internationalen Brigaden gegen die Faschisten in Spanien und vieles mehr. Etwas aus der Art geschlagen ist das komische Werk Autostrada, das sich mit dem liebsten Kind der Italiener, dem Auto im Stau, beschäftigt.
Mit L’ottava vibrazione (2008) wandte sich Lucarelli einer historischen Epoche zu, die in der italienischen Literatur bislang erstaunlich unbeachtet geblieben ist: der Kolonialgeschichte Italiens. Der Roman zeichnet ein breit angelegtes Bild des gesellschaftlichen Lebens in der italienischen Kolonie Eritrea im Frühjahr 1896. Lucarelli schildert in einem spannenden Handlungsgeflecht die vielfältigen Interessen der Politik, der Investoren, des Militärs, der Einheimischen. Am Ende des Romans erwartet die Italiener ihre verheerende Niederlage in der Schlacht von Adua. 2014 ließ Lucarelli einen zweiten Roman aus dieser Phase folgen. Neben dem erneut sorgfältig recherchierten und differenziert ausgearbeiteten Gesellschaftsporträt steht in Albergo Italia aber eine Krimihandlung im Vordergrund. Capitano Colaprico, ein königlicher Carabiniere, deckt mit seinem einheimischen Hilfspolizisten Missstände auf, die deutlich auf die italienische Gegenwart verweisen. (Das Buch erschien anlässlich des 200. Jahrestages der Gründung der stolzen Polizeitruppe der Carabinieri.)

## Werke (Auswahl)

### Romane und Erzählungen
- 1993 Indagine non autorizzata
- 1994 Vorrei essere il pilota di uno zero
- 1994 Amore malato
- 1996 Guede
- 1996 Guernica
- 1997 Febbre gialla
  - Schüsse aus dem Walkman, dt. von Ulrike Schimming; Arena, Würzburg 2000, ISBN 3-401-05004-4.
  - auch als: Mafia alla Chinese, gleiche Übersetzung; Fischer, Frankfurt am Main 2004, ISBN 3-596-80458-2.
- 1998 Autosole (Erzählungen)
  - Autostrada, dt. von Barbara Krohn; Piper, München u. a. 2002, ISBN 3-492-27033-6.
- 1998 Il trillo del diavolo
- 1999 L'isola dell'angelo caduto
  - Die schwarze Insel, dt. von Monika Lustig; Piper, München u. a. 2003, ISBN 3-492-04505-7.
- 1999 Nikita
  - Das Mädchen Nikita, dt. von Ulrike Schimming; Arena, Würzburg 2000, ISBN 3-401-02614-3.
- 2000 Sembra facile dire tortellino
- 2001 Laura di Rimini
  - Laura di Rimini, dt. von Peter Klöss; DuMont, Köln 2004, ISBN 3-8321-6009-4.
- 2003 Il lato sinistro del cuore. (Quasi) Tutti i racconti (Erzählungen)
- 2007 Tenco a tempo di tango
- 2008 L'ottava vibrazione[1]
- 2014 Albergo Italia[2]
- 2014 A Girl Like You (Erzählung, in Giochi criminali. Einaudi, Turin 2014, ISBN 978-88-06-21951-2)

### Die Commissario De Luca-Reihe
- 1990 Carta bianca
  - Freie Hand für De Luca, dt. von Susanne Bergius; Elster, Baden-Baden u. a. 1998, ISBN 3-89151-266-X.
- 1991 L'estate torbida
  - Der trübe Sommer, dt. von Barbara Krohn; Piper, München u. a. 2000, ISBN 3-492-27004-2.
- 1996 Via delle Oche
  - Der rote Sonntag, dt. von Monika Lustig; Piper, München u. a. 2001, ISBN 3-492-27010-7.
- 2017 Intrigo italiano
  - Italienische Intrige, dt. von Karin Fleischanderl; Wien/Bozen: Folio Verlag 2018, ISBN 978-3-85256-753-2.
- 2018 Peccato mortale
  - Hundechristus, dt. von Karin Fleischanderl; Wien/Bozen: Folio Verlag 2020, ISBN 978-3-85256-803-4.
- 2020 L'inverno piu nero
  - Der schwärzeste Winter, dt. von Karin Fleischanderl; Wien/Bozen: Folio Verlag 2021, ISBN 978-3-85256-836-2.[3]

### Die Ispettore Coliandro-Reihe
- 1993 Falange armata
- 1994 Coliandro (Erzählung, illustriert von Onofrio Catacchio)
- 1994 Il giorno del lupo
  - Schutzengel, dt. von Peter Klöss; DuMont, Köln 2001, ISBN 3-7701-5240-9.
- 2009 L'ispettore Coliandro (Erzählung)

### Die Ispettore Grazia Negro-Reihe
- 1994 Lupo Mannaro
- 1997 Almost Blue
  - Der grüne Leguan; dt. von Peter Klöss; DuMont, Köln 1999, ISBN 3-7701-4471-6.
- 2000 Un giorno dopo l'altro
  - Der Kampfhund, dt. von Peter Klöss; DuMont, Köln 2001, ISBN 3-8321-6002-7.
- 2010 Acqua in bocca (zusammen mit Andrea Camilleri)
  - Das süße Antlitz des Todes, dt. von Moshe Kahn; Kindler, Reinbek bei Hamburg 2011, ISBN 978-3-463-40611-4.
- 2013 Il sogno di volare
  - Bestie, dt. von Karin Fleischanderl. Wien/Bozen: Folio Verlag 2014, ISBN 978-3-85256-647-4.
- 2021 Leon, Einaudi. ISBN 978-8806252342.
  - Lèon, dt. von Karin Fleischanderl; Folio 2022, ISBN 978-3852568638.

### Comics
- 2008 Cornelio - Delitti d'autore (zusammen mit Mauro Smocovich und Giuseppe Di Bernardo)
- 2009 Protocollo (illustriert von Marco Bolognesi)

## Verfilmungen
2006 strahlte Rai 4 Fernsehfolgen mit dem „L’ispettore Coliandro“ aus.
Die Miniserie ist eine Produktion von Rai Fiction, realisiert von Tommaso Dazzi, Nauta Film. Die Regie führten die Manetti Bros.
Der sympathische Verlierer Coliandro wurde vom Nachwuchsschauspieler Giampaolo Morelli gespielt. Die Besetzung der weiblichen Hauptrolle änderte sich jedoch in jeder Folge: Nicole Grimaudo, Cecilia Dazzi, Jocelyn Parry Iean und Youma Diakite waren die Darstellerinnen.
- Il giorno del lupo (24. August 2006)
- Vendetta cinese (29. August 2006)
- In trappola (31. August 2006)
- Magia nera (5. September 2006)

## Auszeichnungen
- 1993: Alberto Tedeschi Preis für Indagine non autorizzata
- 1996: Premio Giorgio Scerbanenco des Noir in Festivals in Courmayeur für Via delle oche (Der rote Sonntag)
- 2000: Franco Fedeli Preis für L’isola dell’angelo caduto (Die schwarze Insel)